# 上山容弘
上山容弘（1984年10月16日—）是一名日本體操運動員，曾代表國家參加2008年北京奧運的男子彈床比賽及2012年倫敦奧運的男子彈床比賽，兩次都未能獲獎。